# Европейский ягуар
Европейский ягуар (Panthera (onca) gombaszoegensis) — вымерший вид из семейства кошачьих.

## Описание
Жил приблизительно 1,5 миллиона лет назад, и является самым ранним известным видом рода Panthera из Европы. Ископаемые остатки были вначале найдены в Италии и известны под синонимом Panthera toscana. Позже они были найдены в Англии, Германии, Испании, Франции, и Нидерландах. Иногда его считают не самостоятельным видом, а подвидом ягуара Panthera onca.
Европейские ягуары были больше по размеру, чем современные южноамериканские, и вероятно были способны к охоте на крупную добычу. Самцы европейского ягуара в среднем весили около 120—130 кг, а в редких случаях до 160 кг. Согласно некоторым источникам (Хельмут Хеммер (Helmut Hemmer)) вес Panthera gombaszoegensis составлял от 70 до 210 кг.
Европейский ягуар вёл, вероятно, одиночный образ жизни. Предполагается, что как и современный, он был лесным животным. Хотя по некоторым новым данным подобие между современным американским и европейским ягуарами не столь сильно, как представлялось, и он мог свободно охотиться на открытых пространствах.